# Sportclub Rheindorf Altach 2015-2016
Questa voce raccoglie le informazioni riguardanti lo Sportclub Rheindorf Altach nelle competizioni ufficiali della stagione calcistica 2015-2016.

## Rosa
| N. |                     | Ruolo | Calciatore          |
| -- | ------------------- | ----- | ------------------- |
| 1  | Austria (bandiera)  | P     | Martin Kobras       |
| 2  | Austria (bandiera)  | D     | Alexander Pöllhuber |
| 4  | Austria (bandiera)  | P     | Sebastian Brandner  |
| 5  | Austria (bandiera)  | C     | Philipp Netzer      |
| 6  | Austria (bandiera)  | D     | Stefan Umjenovic    |
| 7  | Austria (bandiera)  | D     | Andreas Lienhart    |
| 8  | Austria (bandiera)  | C     | Dominik Hofbauer    |
| 9  | Austria (bandiera)  | C     | Martin Harrer       |
| 10 | Austria (bandiera)  | C     | Patrick Salomon     |
| 11 | Germania (bandiera) | C     | Felix Roth          |
| 12 | Austria (bandiera)  | P     | Andreas Lukse       |
| 14 | Austria (bandiera)  | C     | Martin Schwärzler   |

| N. |                      | Ruolo | Calciatore          |
| -- | -------------------- | ----- | ------------------- |
| 16 | Austria (bandiera)   | D     | Emanuel Schreiner   |
| 18 | Austria (bandiera)   | D     | Jan Zwischenbrugger |
| 19 | Spagna (bandiera)    | D     | César Ortiz         |
| 20 | Nicaragua (bandiera) | C     | Juan Barrera        |
| 21 | Austria (bandiera)   | C     | Daniel Luxbacher    |
| 22 | Austria (bandiera)   | D     | Lukas Jäger         |
| 23 | Austria (bandiera)   | D     | Benedikt Zech       |
| 25 | Austria (bandiera)   | A     | Johannes Aigner     |
| 26 | Austria (bandiera)   | A     | Patrick Seeger      |
| 27 | Austria (bandiera)   | D     | Christian Schilling |
| 28 | Austria (bandiera)   | C     | Boris Prokopič      |
| 29 | Camerun (bandiera)   | A     | Louis Ngwat-Mahop   |

### Staff tecnico
- Georg Zellhofer - Direttore Sportivo
- Christoph Längle - Direttore Generale
- Damir Canadi - Allenatore
- Martin Bernhard - Allenatore in seconda
- Mario Mayer- Preparatore atletico
- Alexandre Dorta Donizeti - Osservatore
- Thomas Schneider - Preparatore dei portieri